# Asheville Citizen-Times
Die Asheville Citizen-Times ist eine größere täglich erscheinende Zeitung von Asheville in North Carolina. Sie entstand 1991 als Ergebnis der Fusion von der Morgenzeitung Asheville Citizen und der Nachmittagszeitung Asheville Times. Sie gehört zum Medienkonzern Gannett.

## Geschichte
Im Jahr 1870 wurde der Citizen als wöchentlich erscheinende Zeitung gegründet und wurde im Jahr 1885 in eine Tageszeitung umgewandelt. Die Autoren Thomas Wolfe, O. Henry, beide in Asheville beerdigt, und F. Scott Fitzgerald, ein häufiger Besucher der Stadt Asheville, konnten in der Frühzeit der Zeitung öfter in der Redaktion angetroffen werden. Seit 1930 gehörten der Citizen und die Times, die 1896 zuerst als Asheville Gazette gegründet worden war, demselben Eigentümer. Die Asheville Gazette fusionierte mit einem kurzlebigen Rivalen, der Asheville Evening News, und nannte sich seitdem Asheville Gazette-News. Sie wurde später vom neuen Eigentümer Charles A. Webb in The Asheville Times umbenannt. 1986 wurden zwölf Millionen US-Dollar in Offset-Druckmaschinen und ein neues, eine Fläche von 4100 Quadratmeter umfassendes Produktionsgebäude in der Nähe von Enka investiert, wo die vom 14 km entfernten Gebäude in downtown Asheville elektronischen übertragenen Seiten zusammengestellt wurden. Im April 1997 war die  Citizen-Times die erste Tageszeitung im Westen North Carolinas, die eine Website ins Leben rief, die derzeit Zehntausende von Zugriffen pro Tag erhält. Im Februar 2011 änderten die Onlineredakteure das Format der Internetseite, sodass die aktuellen Artikel nur noch von den Abonnenten der Papierausgabe abgerufen werden können und für andere Leser nur die Artikel vom Vortag als aktuelle Artikel im Internet sichtbar sind. Weitere Änderungen betraf die Blockade zahlreicher Onlinekommentare.
2009 wurde die Druckmaschine stillgelegt und als Metallschrott verkauft. Seitdem wird die Citizen-Times zusammen mit The Greenville News in Greenville in South Carolina gedruckt und an ein Verteilzentrum geschickt.